# Infernotto (locale)
Col termine piemontese infernòt si indica un locale sotterraneo costruito scavando a mano una particolare roccia arenaria, la pietra da cantoni, o in tufo e solitamente adibito a cantina o dispensa. 

## Caratteristiche
Caratteristica comune a cantine e infernòt è l'assenza di luce e di aerazione diretta. L'infernòt si distingue tuttavia dalla cantina vera e propria, rispetto alla quale occupa in genere una posizione inferiore e svolge una funzione sussidiaria, concentrata sulla conservazione del vino imbottigliato.
Le costruzioni note come infernòt sono intimamente legate alla storia secolare della vinificazione in Piemonte e compaiono pertanto nelle aree collinari di questa regione, intensamente coltivate a vite. Sebbene non esclusiva, la zona del Basso Monferrato Casalese costituisce la principale area di rinvenimento di tali strutture. Di particolare interesse, da questo punto di vista, è la zona limitrofa intorno ai comuni di Ottiglio, Grazzano Badoglio, Vignale Monferrato e Treville, aree dove in passato sorgevano le cave che fornivano il materiale per la costruzione delle case della zona. Non lontano da Casale, si segnalano attestazioni sporadiche di infernòt anche in altri comuni del Monferrato, come Castagnole Monferrato e Canelli con le sue Cattedrali sotterranee, e della Langa astigiana.
Esistono tuttavia altri "infernòt", a Torino e nel Canavese, diversi per origine e costruzione.

## Etimologia
La voce italiana "infernotto", di diffusione locale, deriva dal piemontese infernòt, ricollegabile all'antico provenzale enfernet, espressione utilizzata per indicare una prigione angusta. Nella letteratura tecnica fino al XIX secolo, l'uso del vocabolo mostra un'oscillazione semantica fra un significato specifico dominante, attraverso il quale è denominato un locale di piccole dimensioni soggiacente alla cantina, e uno uso più generale, che può adattarsi a vere e proprie cantine, anche di ampie dimensioni. Quest'ultimo significato resta tuttavia secondario, mentre l'uso avvalora l'associazione fra il vocabolo infernòt e i concetti di profondità e ristrettezza spaziale.

## Storia
Gli infernòt furono costruiti quasi tutti da contadini o cavatori senza alcuna nozione di ingegneria o architettura, ma sono ancora intatti grazie alla solidità e alla particolare resistenza del materiale di scavo. Alcuni infernòt erano dotati di un alloggiamento per il ghiaccio, per la conservazione di merci deperibili (carni e verdure in particolare). Tali strutture sono generalmente costruite entro abitazioni private. Un'interessante eccezione è costituita dall'infernòt dell'Ecomuseo della Pietra da Cantoni di Cella Monte. Lo scavo di un infernòt aveva luogo durante la stagione invernale, quando i contadini e vignaioli non erano intenti in attività agricole, e poteva richiedere due o tre anni di lavoro. Un censimento degli infernòt nel Monferrato Casalese, effettuato negli anni 2001-2004, ha permesso di evidenziare differenti tecniche di esecuzione. L'infernòt poteva essere realizzato solamente tramite scavo dell'arenaria, oppure attraverso la combinazione di scavo e successiva costruzione di nicchie e sistemi di contenimento, realizzati in arenaria o con mattoni. Un catalogo tipologico delle strutture censite nel Casalese evidenzia differenze nella realizzazione anche per quel che riguarda la distribuzione degli spazi (monocamera; multicamera; a corridoio e camera), la collocazione (sotto la cantina e la casa; sotto la cantina, sotto uno spazio pubblico come una strada o una piazza; a livello della cantina; a livello della strada o del cortile) e la finitura delle pareti (a spacco naturale; con picconatua e vista; a superficie rasata). Anche le misure restituiscono un quadro composito. Se la media di una struttura monocamera va dai 5 agli 8–9 m2, si segnalano casi eccezionali che vanno da 1 m2 fino a 20 m2 per infernòt a camera doppia. Piuttosto uniforme risulta invece la datazione delle strutture censite, che i graffiti incisi sull'arco di ingresso o sulle pareti collocano durante gli anni '80-'90 del XIX secolo.
Esiste un circuito turistico degli infernòt, grazie al quale è possibile visitare queste strutture con una visita guidata.
È possibile anche visitare gli Infernot pubblici comunali nel concentrico di Terruggia e di Vignale Monferrato (AL), aree allestite per la visita in sicurezza ed ubicate presso il Comune a Terruggia, ed il Palazzo Callori a Vignale Monferrato.

## Galleria d'immagini

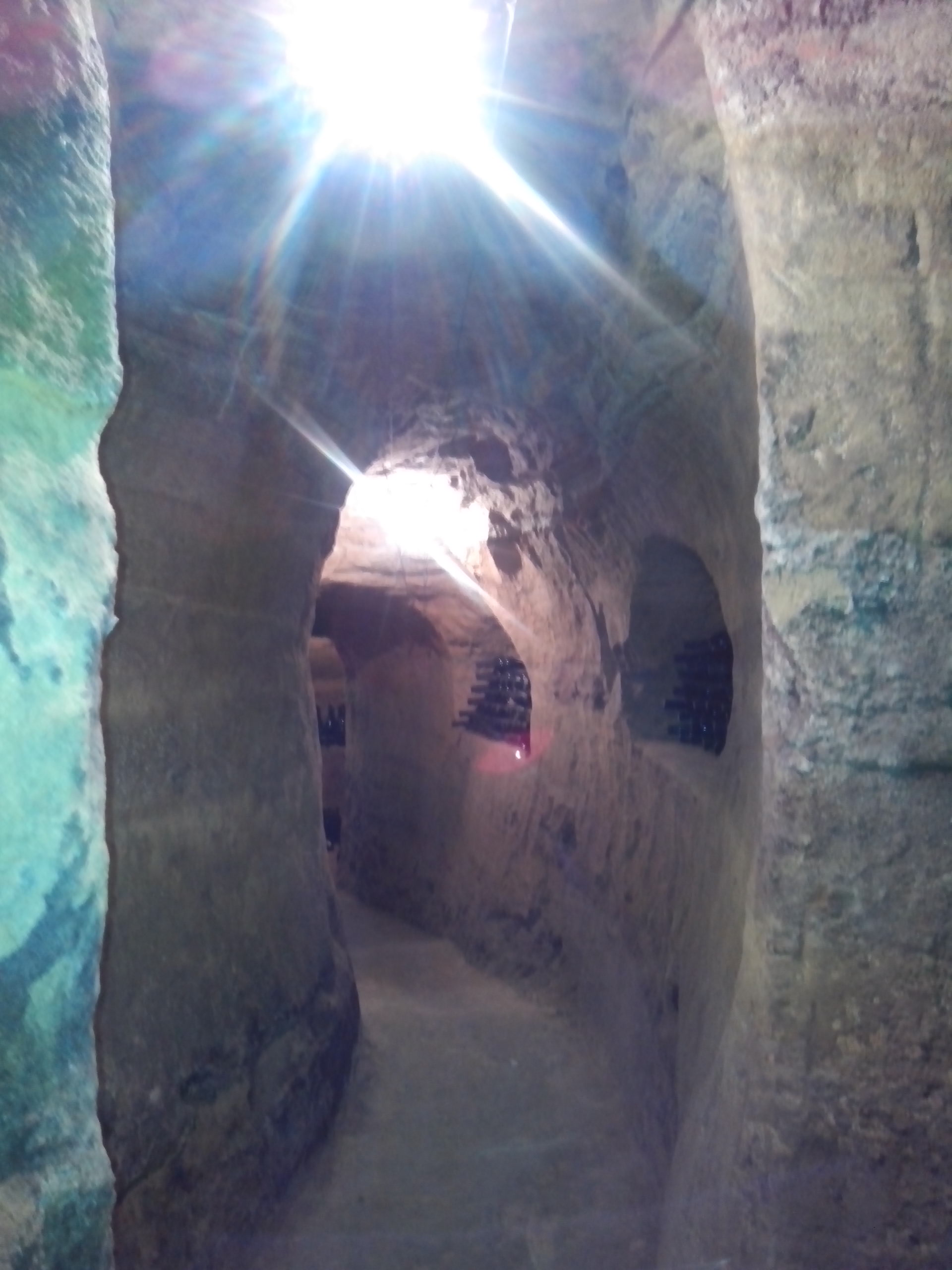
Un infernòt costituito in tufo all'interno di un'azienda agricola di Castagnole Monferrato
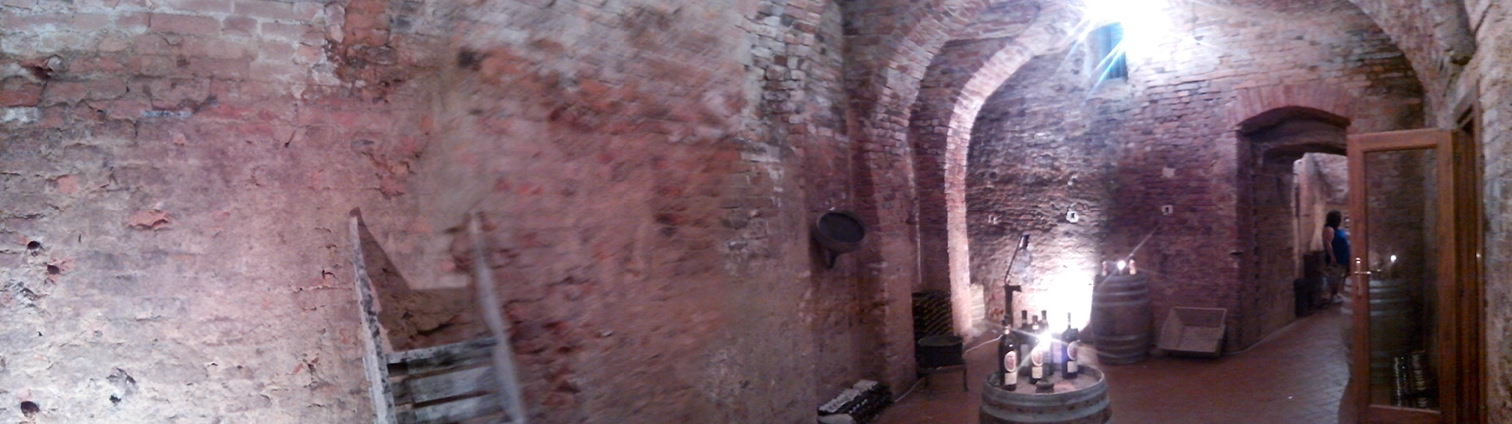
Scorcio della cantina entro cui l'infernòt è collocato
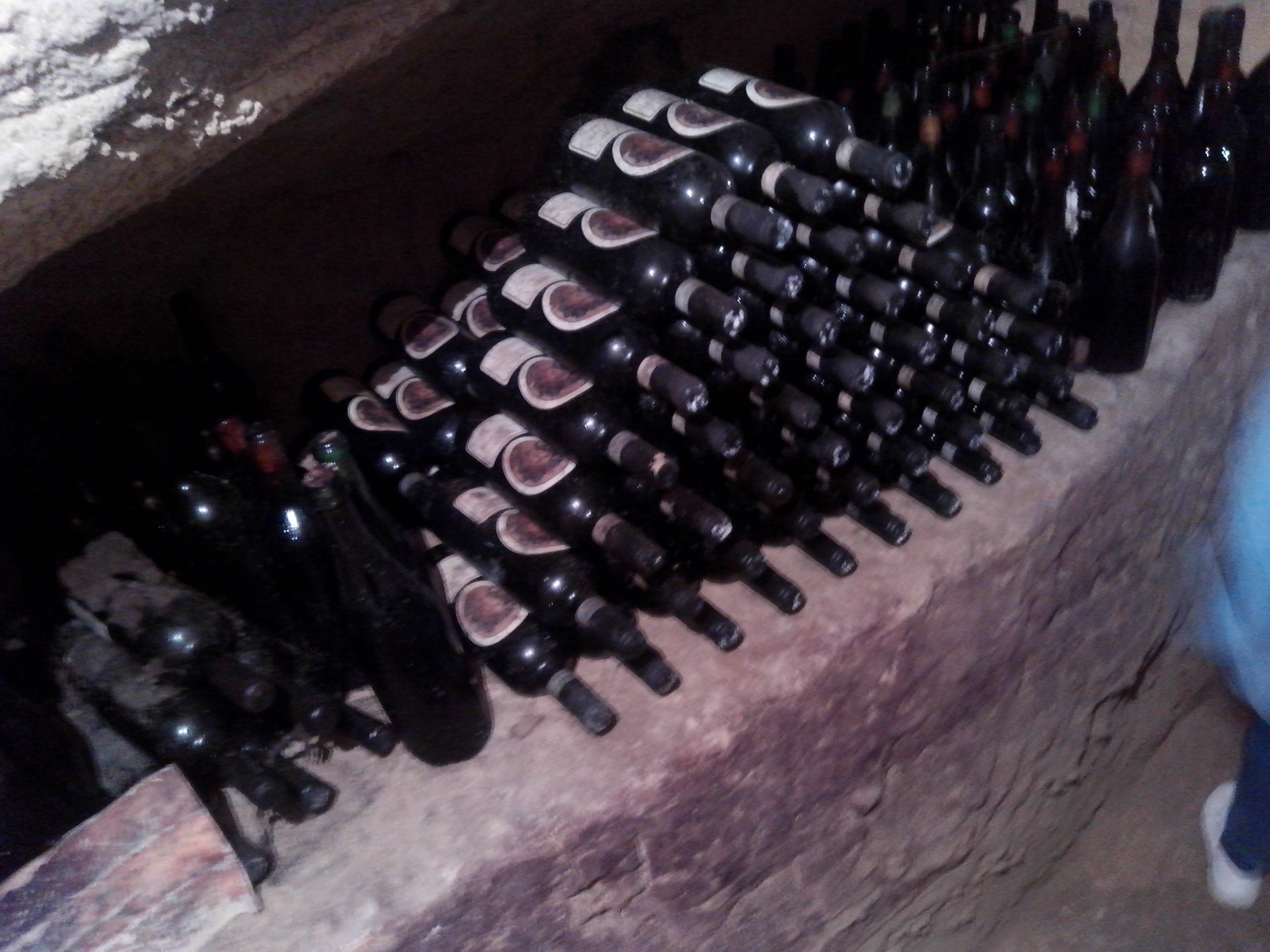
Bottiglie di vino pregiato conservate minuziosamente in una conca dell'infernòt
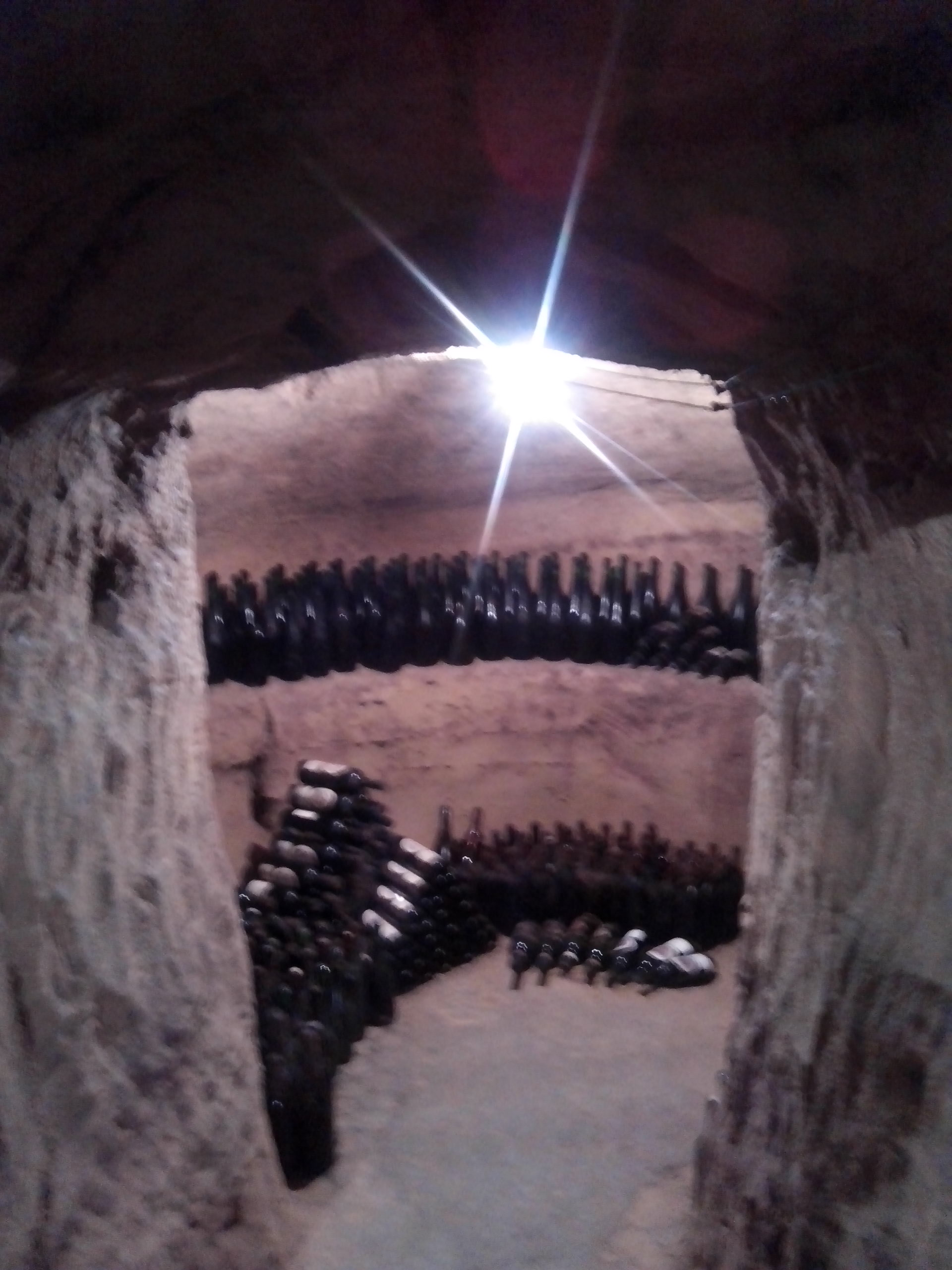
Atrio di un infernòt
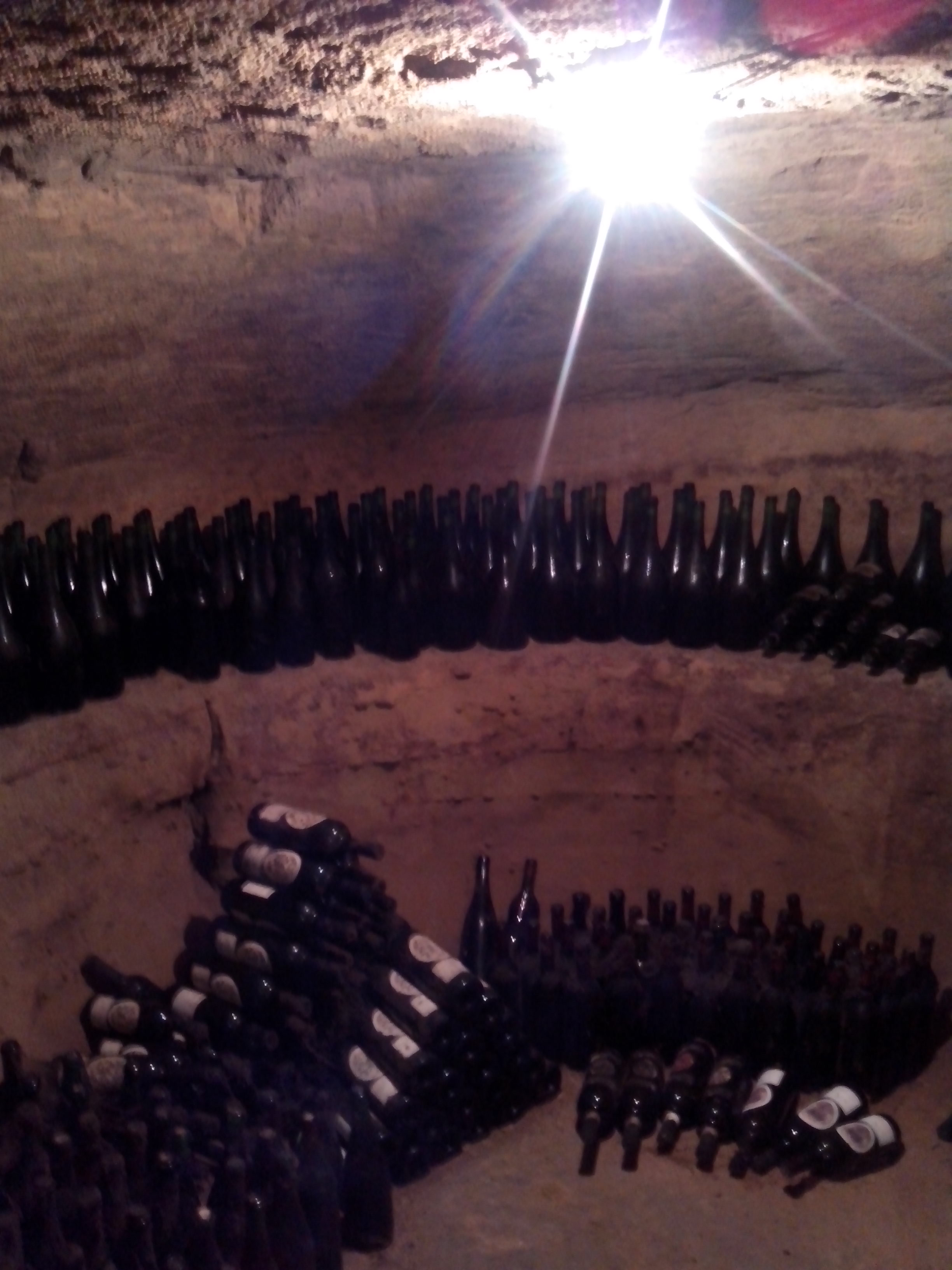
Interno di un infernòt